# نونو مولید
نونو مولید (انگلیسی: Nuno Maulide؛ زادهٔ ۱۷ دسامبر ۱۹۷۹) شیمی‌دان است.
وی همچنین برندهٔ جوایزی همچون جایزه هاینتس مایر لایبنیتس شده‌است.

## زندگی
پس از تحصیل در لیسبون و فوق لیسانس شیمی مولکولی در اکول پلی تکنیک در پاریس، نونو مولید دکترایش را در دانشگاه لووین (UCLouvain) گرفت؛ و در زمینه کاربرد ارتو استرهای کاربردی در سنتز ارگانیک کار کرد.
در سال ۲۰۱۳ در سن ۳۳ سالگی او به دانشگاه وین نقل مکان کرد، و به عنوان استاد کامل سنتز آلی (به عنوان جانشین یوهان مولزر) انتخاب شد. وی در حال حاضر دارای یک جایزه شورای تحقق اتحادیه اروپا (اعطا شده در سال ۲۰۱۵–۱۶) است. نونو مولید همچنین عضو آکادمی جوان آکادمی علوم اتریش است و از سال ۲۰۱۷ در هیئت مدیره صندوق علوم اتریش فعالیت می‌کند. وی همچنین رئیس مؤسس بخش شیمی آلی جامعه شیمی اتریش است.